# Goya al millor guió adaptat
El Premi Goya al millor guió adaptat és un dels 28 premis Goya que s'atorguen anualment. S'atorgà per primera vegada l'any 1988, en la tercera edició dels premis. En les dues primeres edicions dels Premis (1986 i 1987) l'Acadèmia únicament va atorgar un premi al millor guió, independentment que fos original o adaptat, sent guardonades dues adaptacions de novel·les. A partir de la tercera edició (1988) ens va instituir les categories de millor guió original i al de millor guió adaptat.

## Nominats i guanyadors

### Dècada del 2020
| Guanyador             | Candidats | |                     |
| XXXIX edició - 2025   | XXXIX edició - 2025 | XXXIX edició - 2025 | XXXIX edició - 2025 |
| --------------------- | --- | --- | ------------------- |
|                       | | - Álex Montoya i Joana M. Ortueta per La casa, basada en la novel·la gràfica de Paco Roca - Pedro Almodóvar per La habitación de al lado, basat en la novel·la What Are You Going Through de Sigrid Nunez - Pilar Palomero per Los destellos basat en la història Bihotz handiegia d'Eider Rodriguez Martin - Mar Coll i Valentina Visopor per Salve Maria, basat en la novel·la Amek ez dute de Katixa Agirre - Icíar Bollaín i Isa Campo per Soy Nevenka basat en els llibres Hay algo que no es como me dicen: el caso Nevenka Fernández contra la realidad de Juan José Millás i El poder de la verdad de Nevenka Fernández |                     |
| XXXVIII edició - 2024 | | |                     |
|                       | Pablo Berger per Robot Dreams (basat en la novel·la gràfica Robot Dreams de Sara Varon)                                      | - Albert Val per El mestre que va prometre el mar (basat en el llibre El mestre que va prometre el mar de Francesc Escribano) - Bernat Vilaplana, Juan Antonio Bayona, Jaime Marques-Olarreaga i Nicolás Casariego per La sociedad de la nieve (basat en el llibre La sociedad de la nieve de Pablo Vierci) - Isabel Coixet, Laura Ferrero per Un amor (basat en la novel·la Un amor de Sara Mesa) - David Trueba i Albert Espinosa per Saben aquell (basat en els llibres Eugenio i Saben aquell que diu de Gerard Jofra) |                     |
| XXXVII edició - 2023  | | |                     |
|                       | Fran Araújo, Isa Campo i Isaki Lacuesta per Un año, una noche (basat en el llibre Paz, amor y death metal de Ramón González) | - Carlota Pereda per Cerdita (basat en el curt homònim de Pereda) - Paul Urkijo Alijo per Irati (basat en el llibre El ciclo de Irati de J. L. Landa i J. Muñoz) - Guillem Clua i Oriol Paulo per Los renglones torcidos de Dios (basat en la novel·la homònima de Torcuato Luca de Tena) - David Muñoz, Félix Viscarret per No mires a los ojos (basat en la novel·la Desde las sombras de Juan José Millás) |                     |
| XXXVI edició - 2022   | | |                     |
|                       | Daniel Monzón i Jorge Guerricaechevarría per Las leyes de la frontera (basat en la novel·la homònima de Javier Cercas)       | - Júlia de Paz Solvas, Núria Dunjó López per Ama (basat en el curtmetratge homónim de Júlia de la Paz) - Agustí Villaronga per El ventre del mar (basat en la novel·la Oceà d'Alessandro Baricco) - Benito Zambrano, Cristina Campos per Pan de limón con semillas de amapola (basat en la novel·la homònima de Cristina Campos) |                     |
| XXXV edició - 2021    | | |                     |
|                       | David Pérez Sañudo i Marina Parés Pulido per Ane (basat en el curt homònim de David Pérez Sañudo)                            | - Cesc Gay per Sentimental (basat en l’obra teatral Els veïns de dalt de Cesc Gay) - Bernardo Sánchez i Marta Libertad Castillo per Los europeos (basat en la novel·la homònima de Rafael Azcona) - David Galán Galindo i Fernando Navarro per Orígenes secretos (basat en la novel·la homònima de David Galán Galindo) |                     |
| XXXIV edició - 2020   | | |                     |
|                       | Benito Zambrano, Daniel Remón i Pablo Remón per Intemperie (basat en la novel·la homònima de Jesús Carrasco Jaramillo)       | - Eligio Montero i Salvador Simó per Buñuel en el laberinto de las tortugas (basat en la novel·la gràfica de Fermín Solís Campos) - Isabel Peña i Rodrigo Sorogoyen per Madre (basat en el curtmetratge Madre de Rodrigo Sorogoyen) - Javier Gullón per Ventajas de viajar en tren (basat en la novel·la homònima d'Antonio Orejudo) |                     |

### Dècada del 2010
| Guanyador            | Candidats | |                      |
| XXXIII edició - 2019 | XXXIII edició - 2019 | XXXIII edició - 2019 | XXXIII edició - 2019 |
| -------------------- | --- | --- | -------------------- |
|                      | Álvaro Brechner per La noche de 12 años (basat en la novel·la "Memorias del calabozo" de Mauricio Rosencof i Eleuterio Fernández Huidobro) | - Marta Sofía Martins i Natxo López per Jefe - Borja Cobeaga i Diego San José per Superlópez (basat en el còmic Super Llopis de Jan) - Paul Laverty per Yuli (basat en l'autobiografia "No Way Home" de Carlos Acosta) |                      |
| XXXII edició - 2018  | | |                      |
|                      | Isabel Coixet per La llibreria (basat en la novel·la "The Bookshop" de Penelope Fitzgerald) | - Manuel Martín Cuenca, Alejandro Hernández per El autor (basat en el llibre "El móvil" de Javier Cercas) - Coral Cruz, Agustí Villaronga per Incerta glòria (basat en la novel·la homònima de Joan Sales) - Javier Ambrossi, Javier Calvo Guirao per La llamada (basat en l'obra de teatre musical pròpia) |                      |
| XXXI edició - 2017   | | |                      |
|                      | Alberto Rodríguez i Rafael Cobos per El hombre de las mil caras (basada en la novel·la "Paesa, el espía de las mil caras" de Manuel Cerdán) | - Pedro Almodóvar per Julieta (basada en diversos relats de la novel·la "Runaway", d'Alice Munro) - Paco León i Fernando Pérez per Kiki, el amor se hace (basada en el guió "The Little Death", de Josh Lawson) - Patrick Ness per Un monstre em ve a veure (basada en la novel·la pròpia "A Monster Calls") |                      |
| XXX edició - 2016    | | |                      |
|                      | Fernando León de Aranoa per Un día perfecto (basada en la novel·la "Dejarse llevar" de Paula Farias) | - David Ilundain per B, la película (basada en l'obra de teatre "Ruz-Bárcenas", de Jordi Casanovas) - Agustí Villaronga per El rey de La Habana (basada en la novel·la "El rey de La Habana", de Pedro Juan Gutiérrez) - Javier García Arredondo i Paula Ortiz Álvarez per La novia (basada en l'obra de teatre "Bodas de sangre", de Federico García Lorca) |                      |
| XIXX edició - 2015   | | |                      |
|                      | Javier Fesser, Cristóbal Ruiz i Claro García per Mortadelo y Filemón contra Jimmy el Cachondo (basada en el còmic "Mortadel·lo i Filemó" de Francisco Ibáñez)                                                                                                   | - Ignacio Vilar i Carlos Asorey per A esmorga (basada en la novel·la "A esmorga", d'Eduardo Blanco Amor) - Chema Rodríguez, David Planell i Pablo Burgués per Anochece en la India (basada en la novel·la "Anochece en Katmandú", de Chema Rodríguez) - Anna Soler-Pont per Rastres de sàndal (basada en la novel·la "Rastres de sàndal", d'Anna Soler-Pont i Asha Miró)                                                                                                   |                      |
| XXVIII edició - 2014 | | |                      |
|                      | Mariano Barroso i Alejandro Hernández per Todas las mujeres (basada en la sèrie de televisió de TNT: "Todas las mujeres", de Mariano Barroso) | - Santiago Zannou i Carlos Bardem per Alacrán enamorado (basada en la novel·la "Alacrán enamorado", de Carlos Bardem) - Manuel Martín Cuenca i Alejandro Hernández per Caníbal (basada en la novel·la "Caníbal", d'Humberto Arenal) - Jorge Lara i Francisco Roncal per Zipi y Zape y el club de la canica (basada en el còmic "Zipi i Zape", de Josep Escobar) |                      |
| XXVII edició - 2013  | | |                      |
|                      | Javier Barreira, Gorka Magallón, Ignacio del Moral, Jordi Gasull i Neil Landau per Las aventuras de Tadeo Jones (basada en el personatge creat per Enrique Gato per la tira còmica "Tadeo Jones y el secreto de Toactlum", de Javier Barreira i Gorka Magallón) | - Jorge Guerricaechevarría i Sergio G. Sánchez per Fin (basada en la novel·la "Fin", de David Monteagudo) - Ramón Salazar per Tengo ganas de ti (basada en la novel·la "Ho voglia di te", de Federico Moccia) - Manuel Rivas per Todo es silencio (basada en la novel·la pròpia "Todo es silencio") - Javier Gullón i Jorge Arenillas per Invasor (basada en la novel·la "Invasor", de Fernando Marías Amondo)                                                             |                      |
| XXVI edició - 2012   | | |                      |
|                      | Ángel de la Cruz, Ignacio Ferreras, Paco Roca i Rosanna Cecchini per Arrugues (basada en el còmic "Arrugues", de Paco Roca) | - Icíar Bollaín per Katmandú, un mirall al cel (basada en la novel·la autobiogràfica "Vicki Xerpa, Una Mestra a Katmandú", de Vicki Xerpa) - Pedro Almodóvar per La piel que habito (basada en la novel·la "Mygale", de Thierry Jonquet) - Benito Zambrano i Ignacio del Moral per La voz dormida (basada en la novel·la "La voz dormida", de Dulce Chacón) |                      |
| XXV edició - 2011    | | |                      |
|                      | Agustí Villaronga per Pa negre (basada en la novel·la "Pa negre", d'Emili Teixidor) | - Julio Medem per Habitación en Roma (basada en el guió cinematogràfic "En la cama", de Julio Rojas) - Ramón Salazar per Tres metros sobre el cielo (basada en la novel·la "Tre metri sopra il cielo", de Federico Moccia) - Jordi Cadena per Elisa K (basada en la novel·la "Elisa Kiseljak", de Lolita Bosch) |                      |
| XXIV edició - 2010   | | |                      |
|                      | Jorge Guerricaechevarría i Daniel Monzón per Celda 211 (basada en la novel·la "Celda 211", de Francisco Pérez Gandul) | - Fernando Trueba, Antonio Skármeta i Jonás Trueba per El baile de la Victoria (basada en la novel·la "El baile de la Victoria", d'Antonio Skármeta) - Joaquín Górriz, Miguel Dalmau, Sigfrid Monleón i Miguel Ángel Fernández per El cònsol de Sodoma (basada en la novel·la biogràfica "Jaime Gil de Biedma", de Miguel Dalmau) - Eduardo Sacheri i Juan José Campanella per El secreto de sus ojos (basada en la novel·la "La pregunta de sus ojos", d'Eduardo Sacheri) |                      |

### Dècada del 2000
| Guanyador           | Candidats | |
| XXIII edició - 2009 | XXIII edició - 2009 | XXIII edició - 2009 |
| ------------------- | --- | --- |
|                     | Rafael Azcona i José Luis Cuerda per Los girasoles ciegos (basada en el llibre de relats "Los girasoles ciegos", d'Alberto Méndez)                                           | - Peter Buchman per Che, el argentino (basada en els relats "Pasajes de la Guerra Revolucionaria" i "Diario del Che en Bolivia", de Che Guevara) - Jorge Guerricaechevarría i Álex de la Iglesia per Los crímenes de Oxford (basada en la novel·la "Crímenes imperceptibles", de Guillermo Martínez) - Ángeles González Sinde per Una palabra tuya (basada en la novel·la "Una palabra tuya", d'Elvira Lindo) |
| XXII edició - 2008  | | |
|                     | Félix Viscarret per Bajo las estrellas (basada en la novel·la "El trompetista del Utopía", de Fernando Aramburu)                                                             | - Ventura Pons per Barcelona (un mapa) (basada en l'obra de teatre "Barcelona, mapa d'ombres", de Lluïsa Cunillé) - Imanol Uribe per La carta esférica (basada en la novel·la "La carta esférica", d'Arturo Pérez-Reverte) - Tristán Ulloa per Pudor (basada en la novel·la "Pudor", de Santiago Roncagliolo) - Laura Santullo per La zona (basada en el relat propi "La zona")                               |
| XXI edició - 2007   | | |
|                     | Lluís Arcarazo per Salvador (Puig Antich) (basada en la biografia "Compte enrere. La història de Salvador Puig Antich", de Francesc Escribano)                               | - Agustín Díaz Yanes per Alatriste (basada en les novel·les "Las aventuras del capitán Alatriste", d'Arturo Pérez-Reverte) - Antonio Soler per El camino de los ingleses (basada en la novel·la pròpia "El camino de los ingleses") - José Luis Cuerda per La educación de las hadas (basada en la novel·la "L'éducation d'une fée", de Didier van Cauwelaert)                                                |
| XX edició - 2006    | | |
|                     | Marcelo Piñeyro i Mateo Gil per El método (basada en l'obra de teatre "El mètode Grönholm", de Jordi Galceran)                                                               | - José Luis Garci i Horacio Valcárcel per Ninette (basada en les obres de teatre "Ninette y un señor de Murcia" i "Ninette, modas de París", de Miguel Mihura) - Montxo Armendáriz per Obaba (basada en la novel·la "Obabakoak", de Bernardo Atxaga) - Roberto Santiago per El penalti más largo del mundo (basada en el relat "El penalti más largo del mundo", d'Osvaldo Soriano)                           |
| XIX edició - 2005   | | |
|                     | José Rivera per Diarios de motocicleta (basada en la novel·la/diaris "Diarios de motocicleta", de Che Guevara)                                                               | - Jaime Chávarri i Eduardo Mendoza per El año del diluvio (basada en la novel·la "El año del diluvio", d'Eduardo Mendoza) - Margaret Mazzantini i Sergio Castellitto per Non ti muovere (basada en la novel·la "Non ti muovere", de Margaret Mazzantini) - Salvador García Ruíz per Las voces de la noche (basada en la novel·la "Le voci della sera", de Natalia Ginzburg)                                   |
| XVIII edició - 2004 | | |
|                     | Isabel Coixet per My Life Without Me (basat en el llibre de relats "Pretending the Bed Is a Raft", de Nanci Kincaid)                                                         | - Lorenzo Silva i Manuel Martín Cuenca per La flaqueza del bolchevique (basada en la novel·la "La flaqueza del bolchevique", de Lorenzo Silva) - Fernando Marías per La luz prodigiosa (basada en la novel·la pròpia "La luz prodigiosa") - David Trueba per Soldados de Salamina (basada en la novel·la "Soldats de Salamina", de Javier Cercas)                                                             |
| XVII edició - 2003  | | |
|                     | Adolfo Aristarain i Kathy Saavedra per Lugares comunes (basada en la novel·la "El renacimiento", de Lorenzo F. Aristarain)                                                   | - Manuel Gutiérrez Aragón per El caballero Don Quijote (basada en la segona part de la novel·la "El Quixot", de Miguel de Cervantes) - Fernando Trueba per El embrujo de Shanghai (basada en la novel·la "El embrujo de Shanghai", de Juan Marsé) - Antoni Chavarrías per Volverás (basada en la novel·la "Un enano español se suicida en Las Vegas", de Francisco Casavella)                                 |
| XVI edició - 2002   | | |
|                     | Jorge Juan Martínez, Juan Carlos Molinero, Clara Pérez Escrivá i Lola Salvador Maldonado per Salvajes (basada en l'obra de teatre "Salvajes", de José Luis Alonso de Santos) | - Lluís-Anton Baulenas i Ventura Pons per Anita no perd el tren (basada en el relat "Bones obres", de Lluís-Anton Baulenas) - Sigfrid Monleón, Ferran Torrent, Dominic Harari i Teresa Pelegrí per L'illa de l'holandès (basada en la novel·la "L'illa de l'holandès", de Ferran Torrent) - Rafael Azcona per Son de mar (basada en la novel·la "Son de mar", de Manuel Vicent)                               |
| XV edició - 2001    | | |
|                     | Fernando Fernán Gómez per Lázaro de Tormes (basada en la novel·la "Lazarillo de Tormes", d'autor anònim)                                                                     | - Manuel Hidalgo i Gonzalo Suárez per El portero (basada en el relat "El portero", de Manuel Hidalgo) - Salvador García Ruiz per El otro barrio (basada en la novel·la "El otro barrio", d'Elvira Lindo) - Cesc Gay i Tomàs Aragay per Kràmpack (basada en l'obra teatral "Kràmpack", de Jordi Sànchez) |
| XIV edició - 2000   | | |
|                     | Rafael Azcona, Manuel Rivas i José Luis Cuerda per La lengua de las mariposas (basat en el relat "A lingua das bolboretas", de Manuel Rivas)                                 | - Josep Maria Benet i Jornet per Amic/Amat (basada en l'obra de teatre pròpia "Testament") - Paz Alicia Garciadiego per El coronel no tiene quien le escriba (basada en la novel·la "El coronel no tiene quien le escriba", de Gabriel García Márquez) - Miguel Albaladejo i Elvira Lindo per Manolito Gafotas (basada en la novel·la "Manolito Gafotas", d'Elvira Lindo)                                     |

### Dècada del 1990
| Guanyador          | Candidats | |
| XIII edició - 1999 | XIII edició - 1999 | XIII edició - 1999 |
| ------------------ | --- | --- |
|                    | Salvador García Ruiz per Mensaka (basada en la novel·la "Mensaka", de José Ángel Mañas)                                                                               | - José Luis Garci i Horacio Valcárcel per El abuelo (basada en la novel·la "El abuelo", de Benito Pérez Galdós) - Fernando Colomo, José Ángel Esteban, Carlos López i Nicolás Sánchez Albornoz per Los años bárbaros (basada en la novel·la autobiogràfica "Otros hombres", de Manuel Lamana) - Antonio José Betancor i Carlos Álvarez per Mararía (basada en la novel·la "Mararía", de Rafael Arozarena) |
| XII edició - 1998  | | |
|                    | Bigas Luna i Cuca Canals per La camarera del Titanic (basada en la novel·la "La femme de chambre du Titanic", de Didier Decoin)                                       | - Josep Maria Benet i Jornet i Ventura Pons per Actrius (basada en l'obra de teatre "E.R.", de Benet i Jornet) - Ignacio Martínez de Pisón per Carreteras secundarias (basada en la novel·la pròpia "Carreteras secundarias") |
| XI edició - 1997   | | |
|                    | Pilar Miró i Rafael Pérez Sierra per El perro del hortelano (basada en la comèdia teatral "El perro del hortelano", de Lope de Vega)                                  | - Mario Camus per Más allá del jardín (basada en la novel·la "Más allá del jardín" d'Antonio Gala) - Rafael Azcona i José Luis García Sánchez per Tranvía a la Malvarrosa (basada en la novel·la "Tranvía a la Malvarrosa" de Manuel Vicent) |
| X edició - 1996    | | |
|                    | Montxo Armendáriz i José Ángel Mañas per Historias del Kronen (basada en la novel·la "Historias del Kronen", de José Ángel Mañas)                                     | - Jaime de Armiñán per El palomo cojo (basada en la novel·la "El palomo cojo" d'Eduardo Mendicutti) - Ventura Pons per El perquè de tot plegat (basada en la novel·la "El perquè de tot plegat" de Quim Monzó) |
| IX edició - 1995   | | |
|                    | Imanol Uribe per Días contados (basada en la novel·la "Días contados", de Juan Madrid)                                                                                | - José Luis Garci i Horacio Valcárcel per Canción de cuna (basada en l'obra de teatre "Canción de cuna"" de Gregorio Martínez Sierra) - Vicente Aranda per La pasión turca (basada en la novel·la "La pasión turca" d'Antonio Gala) |
| VIII edició - 1994 | | |
|                    | José Luis García Sánchez i Rafael Azcona per Tirano Banderas (basada en la novel·la "Tirano Banderas", de Ramón María del Valle-Inclán)                               | - Guillem-Jordi Graells i Gonzalo Herralde per La febre d'or (basada en la novel·la "La febre d'or" de Narcís Oller) - Vicente Aranda per El amante bilingüe (basada en la novel·la "El amante bilingüe" de Juan Marsé) |
| VII edició - 1993  | | |
|                    | Francisco Prada, Antonio Larreta, Pedro Olea i Arturo Pérez-Reverte per El maestro de esgrima (basada en la novel·la "El maestro de esgrima", d'Arturo Pérez-Reverte) | - Adolfo Marsillach per Yo me bajo en la próxima, ¿y usted? (basada en l'obra de teatre pròpia "Yo me bajo en la próxima, ¿y usted?") - Manuel Vázquez Montalbán i Rafael Alcázar per El laberinto griego (basada en la novel·la "El laberinto griego" de M. Vázquez Montalbán) |
| VI edició - 1992   | | |
|                    | Joan Potau i Gonzalo Torrente Malvido per El rey pasmado (basada en la novel·la "Crónica del rey pasmado", de Gonzalo Torrente Ballester)                             | - Carmen Rico-Godoy per Cómo ser mujer y no morir en el intento (basada en la novel·la pròpia "Cómo ser mujer y no morir en el intento") - Mario Camus, Juan Antonio Porto i Pilar Miró per Beltenebros (basada en la novel·la Beltenebros, d'Antonio Muñoz Molina) |
| V edició - 1991    | | |
|                    | Carlos Saura i Rafael Azcona per ¡Ay, Carmela! (basada en l'obra de teatre "¡Ay, Carmela!", de José Sanchis Sinisterra)                                               | - Bigas Luna i Almudena Grandes per Las edades de Lulú (basada en la novel·la "Las edades de Lulú" d'Almudena Grandes) - Luis Alcoriza per La sombra del ciprés es alargada (basada en la novel·la "La sombra del ciprés es alargada" de Miguel Delibes) |
| IV edició - 1990   | | |
|                    | Fernando Trueba, Manuel Matji i Menno Meyjes per El sueño del mono loco (basada en la novel·la "Le rêve du singe fou", de Christopher Frank)                          | - Fernando Fernán Gómez per El mar y el tiempo (basada en la novel·la pròpia "El mar y el tiempo") - José Luis Alonso de Santos, Joaquim Oristrell i Fernando Colomo per Bajarse al moro (basada en l'obra de teatre Bajarse al moro, de José Luis Alonso de Santos) - Josefina Molina, Joaquim Oristrell i José Sámano per Esquilache (basada en l'obra de teatre "Un soñador para un pueblo", d'Antonio Buero Vallejo) - Vicente Aranda per Si te dicen que caí (basada en la novel·la "Si te dicen que caí", de Juan Marsé) |

### Dècada del 1980
| Guanyador         | Candidats | |
| III edició - 1989 | III edició - 1989 | III edició - 1989 |
| ----------------- | --- | --- |
|                   | Manuel Gutiérrez Aragón i Antonio Giménez-Rico per Jarrapellejos (basada en la novel·la "Jarrapellejos", de Felipe Trigo)        | - Carlos A. Cornejo, José A. Mahieu i Antonio Drove per El túnel (basada en la novel·la El túnel, d'Ernesto Sabato) - Félix Rotaeta per El placer de matar (basada en la novel·la pròpia "Las pistolas") - Gabriel Castro, Antonio Isasi-Isasmendi i Jorge R. del Alamo per El aire de un crimen (basada en la novel·la "El aire de un crimen" de Juan Benet) - Joaquim Jordà, Vicente Aranda i Eleuterio Sánchez per El Lute II: mañana seré libre (basada en l'autobiografia "Camina o revienta" d'Eleuterio Sánchez) |
| II edició - 1988  | | |
|                   | Rafael Azcona per El bosque animado (basada en la novel·la: "El bosque animado", de Wenceslao Fernández Flórez)                  | - Manuel Matji per La guerra de los locos (guió original) - Rafael Azcona i Luis García Berlanga per Moros y cristianos (guió original) |
| I edició - 1987   | | |
|                   | Fernando Fernán Gómez per El viaje a ninguna parte (basada en la novel·la: "El viaje a ninguna parte", de Fernando Fernán Gómez) | - José Luis Borau per Tata mía (guió original) - Pedro Beltrán per Mambrú se fue a la guerra (guió original) |

## Estadístiques

### Guionistes més guardonats
- 5 premis: Rafael Azcona, de 7 candidatures[nota 1]
- 2 premis: Fernando Fernán-Gómez, de 3 candidatures
- 2 premis: José Luis Cuerda, de 3 candidatures

### Guionistes amb més candidatures
- 7 candidatures: Rafael Azcona (5 premis)
- 4 candidatures: Vicente Aranda (0 premis)
- 4 candidatures: Ventura Pons (0 premis)
- 3 candidatures: Fernando Fernán-Gómez (2 premis)
- 3 candidatures: José Luis Cuerda (2 premis)
- 3 candidatures: Fernando Trueba (1 premi)
- 3 candidatures: Salvador García Ruiz (1 premi)
- 3 candidatures: Jorge Guerricaechevarría (1 premi)
- 3 candidatures: José Luis Garci (0 premis)
- 3 candidatures: Horacio Valcárcel (0 premis)
- 2 candidatures: Manuel Gutiérrez Aragón (1 premi)
- 2 candidatures: Montxo Armendáriz (1 premi)
- 2 candidatures: Bigas Luna (1 premi)
- 2 candidatures: Pilar Miró (1 premi)
- 2 candidatures: Imanol Uribe (1 premi)
- 2 candidatures: Manuel Rivas (1 premi)
- 2 candidatures: Alejandro Hernández (1 premi)
- 2 candidatures: Agustí Villaronga (1 premi)
- 2 candidatures: Joaquim Oristrell (0 premis)
- 2 candidatures: Fernando Colomo (0 premis)
- 2 candidatures: Mario Camus (0 premis)
- 2 candidatures: Josep Maria Benet i Jornet (0 premis)
- 2 candidatures: Sigfrid Monleón (0 premis)
- 2 candidatures: Ramon Salazar (0 premis)
- 2 candidatures: Pedro Almodóvar (0 premis)